# Fellhanera
Fellhanera  Vězda (smerka) – rodzaj grzybów z rodziny Byssolomataceae. Ze względu na współżycie z glonami zaliczany jest do grupy porostów. W Polsce występują 3 gatunki

## Systematyka i nazewnictwo
Pozycja w klasyfikacji według Index Fungorum: Byssolomataceae, Lecanorales, Lecanoromycetidae, Lecanoromycetes, Pezizomycotina, Ascomycota, Fungi.
Synonim nazwy naukowej: Lobaca Vězda.
Nazwa polska według W. Fałtynowicza.

## Niektóre gatunki
- Fellhanera bouteillei (Desm.) Vězda 1986 – smerka Botellea
- Fellhanera bullata Kalb & Vězda 1991
- Fellhanera christiansenii Sérus. & Vězda 1994
- Fellhanera dominicana (Vain.) Vězda 1986
- Fellhanera duplex Coppins & Aptroot 2008
- Fellhanera endopurpurea Hafellner & Vězda 1991
- Fellhanera gyrophorica Sérus., Coppins, Diederich & Scheid. 2001[4]   – smerka drobna
- Fellhanera fuscatula (Müll. Arg.) Vězda 1986
- Fellhanera mastothallina (Vain.) Lücking & Sérus. 2001
- Fellhanera microdiscus (Vain.) Vězda 1986
- Fellhanera myrtillicola (Erichsen) Hafellner 1989
- Fellhanera ochracea Sparrius & Aptroot 2000
- Fellhanera parvula (Vězda) Vězda 1986
- Fellhanera rhaphidophylli (Rehm) Vězda 1986
- Fellhanera semecarpi (Vain.) Vězda 1986
- Fellhanera subternella (Nyl.) Vězda 1986
- Fellhanera subtilis (Vězda) Diederich & Sérus. 1990 – smerka delikatna
- Fellhanera tasmanica Lücking & Elix 2001
- Fellhanera viridisorediata Aptroot, M. Brand & Spier 1998

Nazwy naukowe na podstawie Index Fungorum. Nazwy polskie według W. Fałtynowicza.